# Jessica Macaulay
Jessica Macaulay (Great Yarmouth, 10 de noviembre de 1992) es una deportista británico-canadiense que compite en saltos de gran altura. Ganó tres medallas de bronce en el Campeonato Mundial de Natación entre los años 2019 y 2024.

## Palmarés internacional
| Representando al Reino Unido |                         |                   |        |
| Campeonato Mundial           |                         |                   |        |
| Año                          | Lugar                   | Medalla           | Prueba |
| 2019                         | Gwangju (Corea del Sur) | Medalla de bronce | 18 m   |
| Representando a Canadá       |                         |                   |        |
| Campeonato Mundial           |                         |                   |        |
| Año                          | Lugar                   | Medalla           | Prueba |
| 2023                         | Fukuoka (Japón)         | Medalla de bronce | 20 m   |
| 2024                         | Doha (Catar)            | Medalla de bronce | 20 m   |